# Daemokjang
En Corée, le Daemokjang désigne à la fois une architecture traditionnelle et les praticiens de cette architecture. Ayant pour matériau le bois, elle se caractérise par la simplicité des bâtiments et l'absence d'ornementation. En 2010, à la suite d'une décision de l'UNESCO, ce savoir-faire est inscrit sur la liste représentative du patrimoine culturel immatériel de l'humanité. Il est alors rattaché à la Corée du Sud.

## Description et histoire
Le terme de Daemokjang englobe la science architecturale du bois et les architectes qui la pratiquent. Toutes les étapes de création et de construction appartiennent au Daemokjang, dont les ouvrages, d'après la description de l'Unesco, ont la réputation de résister un millier d'années. L'entretien, la réparation et la reconstruction de bâtiments historiques appartiennent ainsi au Daemokjang, en plus de la construction, la planification et la supervision des artisans. Les constructions comprennent des maisons traditionnelles, ainsi que des palais et des temples monumentaux en bois. Les lignes des bâtiments sont qualifiées de douces par le descriptif de l'Unesco, les autres caractéristiques sont la sobriété et l'absence d'ornements. Afin de construire, le Daemokjang (maître architecte) commence par ôter l'écorce du bois, puis, sur les pierres de fondations, l'architecte érige des piliers, dont le style varie. Dans le but d'éviter que les bords semblent s'affaisser, les piliers du milieu sont plus bas que ceux des extrémités. Les poutres sont ajoutées. La courbe du toit (pour laquelle les chevrons sont faits de bois gauchi, et disposés du moins au plus gauchi) est conçue pour son élégance et son caractère naturel. Le nom de Daemokjang (l'artisan) est donné pour être distingué du Somokjang (fabricant de meubles en bois). Cette architecture se développe pendant les périodes Silla, Goryeo et Joseon, il existe alors des architectes officiellement nommés par le gouvernement. Pendant l'époque contemporaine, le domaine du Daemokjang est restreint, se limitant à la restauration et des habitations privées . 

### Compétences
Dans le cadre du Daemokjang, les compétences requises sont à la fois techniques et esthétiques. Le choix du bois le plus approprié ainsi que la maîtrise des méthodes d'assemblage du bois sans clous constituent, entre autres, des capacités à posséder pour faire un bon architecte de Daemokjang. La transmission s'effectue de génération en génération, l'acquisition des savoir-faire à un niveau de maîtrise peut durer plusieurs décennies de formation et d'expérience. 

## Reconnaissance
En 2010, l'Unesco décide d'inclure dans la liste représentative du patrimoine culturel immatériel de l'humanité le Daemokjang, sous le nom « Le Daemokjang, architecture traditionnelle en bois » et appartenant à la Corée du Sud. La créativité artistique et les compétences techniques, qui permettent de restaurer des bâtiments issus d'une architecture traditionnelle sont mentionnés dans la description de l'UNESCO.  